# Les Agittes
Les Agittes ou Les Agites sont un col de montagne des Préalpes vaudoises situé à 1 554 mètres d'altitude sur la commune de Corbeyrier dans le canton de Vaud en Suisse.

## Géographie

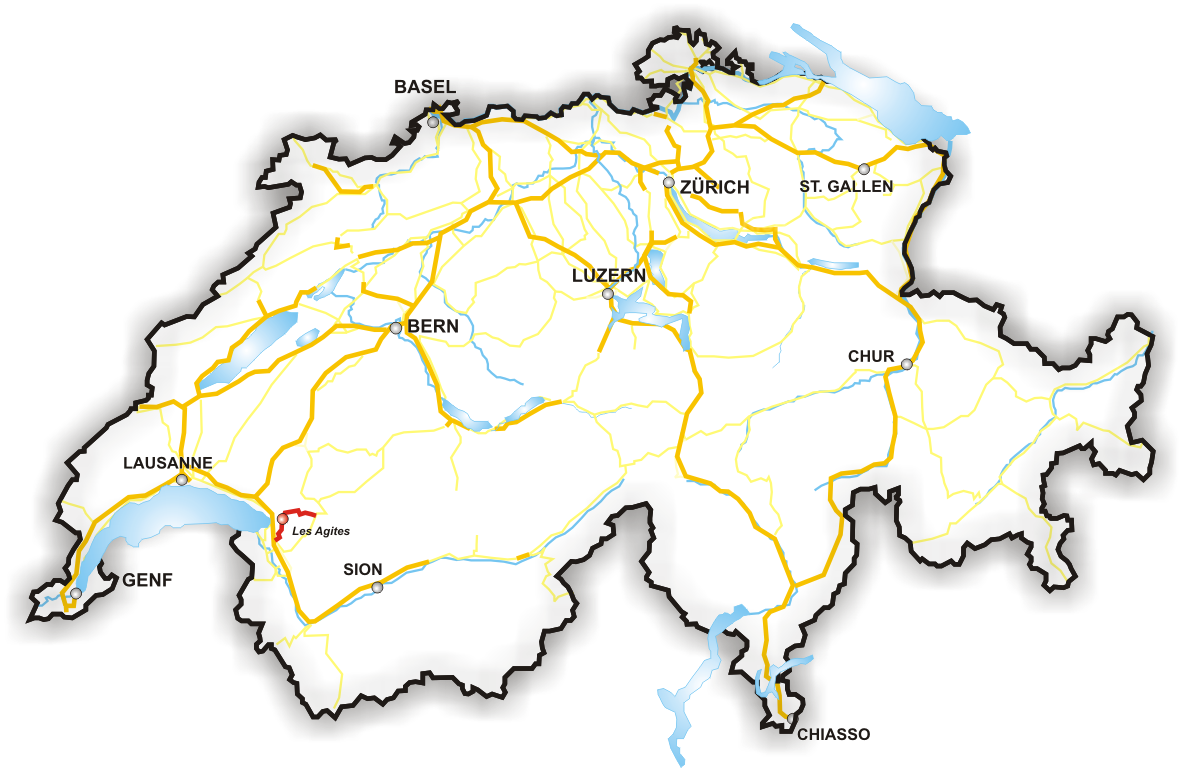
Situation de la route du col.

Ce col relie la vallée du Rhône à l'ouest à la vallée de la Sarine à l'est (affluent de l'Aar, bassin du Rhin). La route des Agites et la route militaire de l'Hongrin sont une alternative à la route principale 11 passant par la vallée des Ormonts pour relier le Chablais vaudois et la région des Mosses. À l'ouest la route débute à Yvorne puis passe par Corbeyrier et Luan avant de franchir le tunnel de la Sarse. Le col se situe entre la Tour d'Aï au sud-est et la rivière de l'Eau Froide au nord. La route passe sur le flanc sud du lac de l'Hongrin pour rejoindre à La Lécherette la route du col des Mosses, pratiquement en son sommet. Alors que la route des Agites sur le versant sud-ouest est pentue, la route sur le versant nord-est, dont la route militaire de l'Hongrin, présente une pente très faible.

## Histoire
L'accès au col des Agites sur le versant sud-ouest a été fortifié durant la Seconde Guerre mondiale. Le principal barrage antichar, défendu par plusieurs fortins d'infanterie, se trouvait à Corbeyrier. La route des Agites était minée, donc prête à la destruction, en aval du tunnel de la Sarse jusqu'en 1994, et plusieurs fortins sous roc la prenaient sous leurs feux.

## Accès

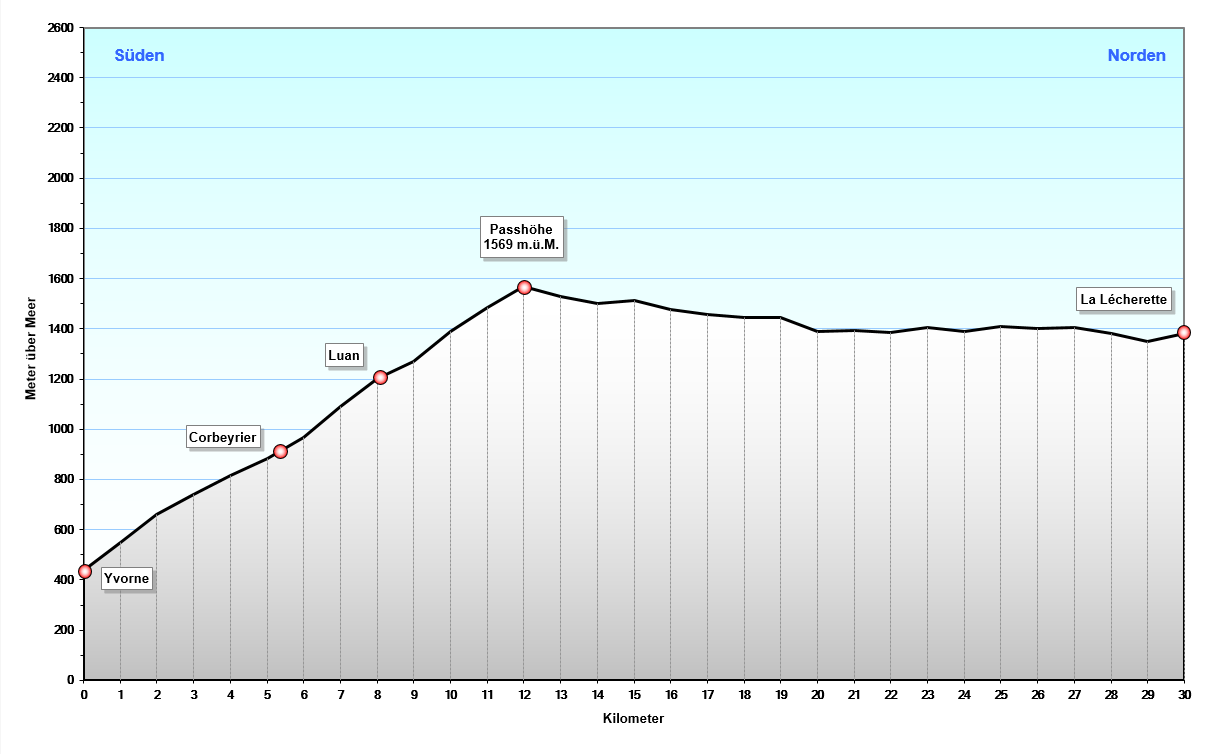
Profil du col, à gauche Yvorne à droite La Lécherette.

Le tunnel des Agites, entre Corbeyrier et le col, est à une voie et sans éclairage, mais avec des puits de lumières donnant sur la paroi rocheuse. Durant les week-ends et jours fériés de 7h à 19h, un horaire de passage est défini. La montée direction Lécherette est autorisée durant le premier quart d'une heure (00 à 15) et la descente direction Corbeyrier durant le troisième quart d'une heure (30 à 45).
La route militaire de l'Hongrin sur le versant est du col traverse la place de tirs du « Petit Hongrin » de l'Armée suisse, elle est par conséquent fermée du lundi au vendredi sous réserve des avis de tir. En revanche, l'accès y est autorisé les week-ends et certaines semaines d'été.
La route est fermée à la circulation de Luan à La Lécherette du 1er novembre au 31 mai.

### Tunnel de la Sarse
Entre Luan et le col, sur le versant sud-est, la route des Agites actuelle passe par le tunnel de la Sarse, plus souvent nommé tunnel des Agites. Cet ouvrage, d'une longueur de 382 m, a été construit entre 1938 et 1940 par l'entreprise André Crausaz à Aigle avec la participation du Service des A.F. du canton de Vaud et sur l’initiative de Bernard Pelfini, syndic de Corbeyrier. Une plaque posée à l'entrée aval du tunnel par le Syndicat de la route des Agites, regroupant les propriétaires d'alpages, mentionne ces faits.